# 里夫諾皮利亞 (扎波羅熱州)
47°44′39″N 36°18′54″E / 47.74417°N 36.31500°E
里夫諾皮利亞（烏克蘭語：Рівнопілля）是位於烏克蘭東南部的村莊，由扎波羅熱州波洛希區的胡利亚伊波莱市镇負責管轄。該村始建於1928年，面積1.12平方公里，海拔高度142米，2001年人口268，人口密度每平方公里239.3人。